# Peyerimhoffina
Peyerimhoffina is een geslacht van insecten uit de familie van de gaasvliegen (Chrysopidae), die tot de orde netvleugeligen (Neuroptera) behoort.

## Soorten
- P. gracilis - Slanke gaasvlieg (Schneider, 1851)